# Molinet
Molinet är en kommun i departementet Allier i regionen Auvergne-Rhône-Alpes i de centrala delarna av Frankrike. Kommunen ligger  i kantonen Dompierre-sur-Besbre som ligger i arrondissementet Moulins. År 2022 hade Molinet 1 120 invånare.

## Befolkningsutveckling
Antalet invånare i kommunen Molinet
Referens: INSEE